# Trappea pinyonensis
Trappea pinyonensis är en svampart som beskrevs av States 1991. Trappea pinyonensis ingår i släktet Trappea och familjen Trappeaceae.   Inga underarter finns listade i Catalogue of Life.